# 隆尼欧佩什
隆尼欧佩什（法語：Longny-au-Perche，法語發音：[lɔ̃ɲi o pɛʁʃ] ⓘ，意为“在佩什的隆尼”）是法国奥恩省的一个旧市镇，属于莫尔塔涅欧佩什区。2016年1月1日，隆尼欧佩什和相邻的另外7个市镇合并为新市镇隆尼莱维拉日（Longny les Villages）。隆尼欧佩什为政府驻地。

## 地理
隆尼欧佩什（48°31'49"N, 0°45'7"E）面积39.13 平方千米，位于法国诺曼底大区奧恩省，该省份为法国西北部内陆省份，北起顺时针与卡爾瓦多斯省、厄尔省、厄尔-卢瓦省、萨尔特省、马耶讷省和芒什省接壤。
与隆尼欧佩什接壤的市镇（或旧市镇、城区）包括：蒙索欧佩什、勒马日。
隆尼欧佩什的时区为UTC+01:00、UTC+02:00（夏令时）。

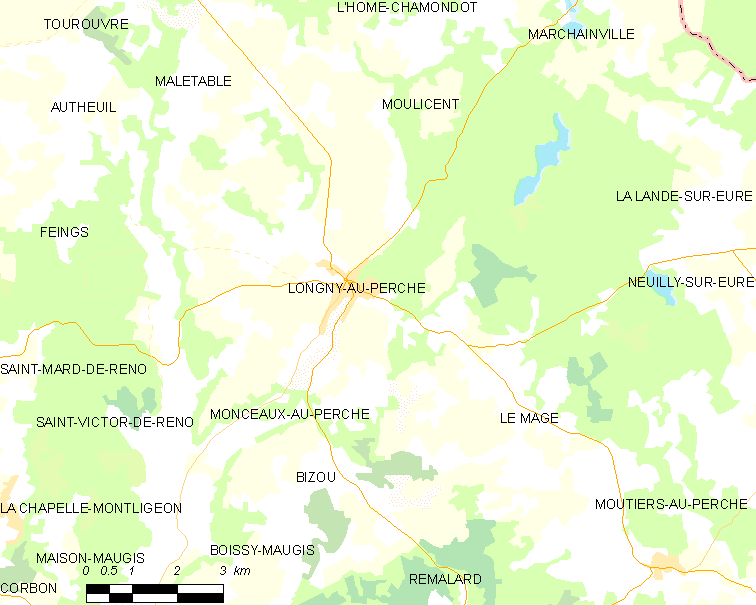
隆尼欧佩什的OSM定位图

## 行政
隆尼欧佩什的邮政编码为61290，INSEE市镇编码为61230。

## 政治
隆尼欧佩什所属的省级选区为图鲁夫尔欧佩什县。

## 人口

1962-2008年间隆尼欧佩什人口变化图示

隆尼欧佩什于2018年1月1日时的人口数量为1393人。